# طیار یزدان پناه لموکی
طیار یزدان‌پناه لموکی متولد اسفند ۱۳۳۱ در روستای بالالموک قائمشهر، محقق تاریخ و فرهنگ مازندران، ایران، خاورمیانه (از سال ۲۰۱۰ تا کنون) و حوزه دریای کاسپین (از سال ۲۰۱۵ تا کنون).

## زندگی و فعالیت‌ها
وی دوران دبستان را در مدرسه فردوسی و دبیرستان را در دو مدرسه شرافت و شرف به پایان برد و فارغ‌التحصیل رشته علوم انسانی از دانشسرای تربیت معلم ساری است. دوران فعالیت فرهنگی یزدان‌پناه، از نیمه دوم دهه ۴۰، یعنی از دوره دبیرستان شروع شد.
گام‌های نخست را با جمع‌آوری فرهنگ مردم —آداب، رسوم، باورها— در همکاری با برنامه فرهنگ و مردم رادیو ایران به سرپرستی ابوالقاسم انجوی شیرازی آغاز کرد.
اولین کتاب این نویسنده مازندرانی سال ۱۳۷۶ پس از ۷ سال کار با نام فرهنگ مثل‌های مازندرانی با برابر نهاده‌های ادبیات تمثیلی ایران در نشر فرزین، با همکاری ماهنامه چیستا، به چاپ رسید و به زودی نایاب شد. البته این اثر همراه با بخش‌هایی از کتاب افسانه‌های مازندران و تاریخ مازندران باستان از سوی دپارتمان زبان‌های ایرانی آکادمی علوم روسیه به زبان روسی ترجمه شده‌است. کتاب دوم یزدان‌پناه تاریخ مازندران باستان نام دارد که انتشارات نشر چشمه، سال ۱۳۸۳ منتشر کرد.
وی مدت ۱۸ سال با ماهنامه چیستا همکاری مستمر داشت و نیز یک دوره ۱۰ساله با دو ماهنامه بارفروش - که حوزه انتشار آن در مازندران است - به عنوان نویسنده افسانه‌های مازندران همکاری داشته‌است که حاصل این کوشش ده ساله، دو جلد کتاب افسانه‌های مازندران می‌باشد. افزون بر این، مدت ۱۲ سال، با فصلنامه علمی -پژوهشی اباختر به سردبیری سیروس مهدوی امیری و نیز مدت ۶ سال با فصل فرهنگ همکاری داشت. ضمن آن که مطالب پراکنده‌ای از این نویسنده در مطبوعات شمال ایران از جمله کتاب فروردین، در قلمرو مازندران، گیله‌وا، ره‌آورد گیل و گیلان ما منتشر شده‌است.
از کارهای وی کتاب تاریخ شاهی‌شهر همراه با معرفی بناهای آن است که بیش از ۳۰۰ صفحه دارد. اما۱۰۰ صفحه این کتاب به قائمشهر، قطب صنعت مازندران اختصاص دارد. در این کتاب همچنین فرهنگ کوچک بیماری‌ها و درمان‌های سنتی نیز گردآوری شده‌است. سرپرستی مجموعه مازندران‌شناسی، کتاب قائم‌شهر، قطب صنعت مازندران از نشر چشمه، به عهده یزدان‌پناه بود. در ردیف مجموعه آثار وی، باید به مقدمه‌ای بر تاریخ بخش خصوصی در مازندران، در دوره قاجار از سال ۱۲۶۰ تا ۱۳۸۶ قمری و نیز به بخشی از تاریخ معاصر مازندران (بهشهر رویدادهای سال‌های۱۳۲۰ تا ۱۳۳۲) اشاره کرد.
از جمله فعالیت‌های یزدان‌پناه، کوشش برای ایجاد کرسی مازندران‌شناسی در فرهنگستان آکادمی علوم روسیه است.
طیار یزدان پناه لموکی به عنوان چهره ملی حوزه فرهنگ و هنر استان مازندران و همچنین برگزیده انجمن آثار و مفاخر فرهنگی کشور و پژوهشگاه فرهنگ و هنر و ارتباطات ایران، در دانشگاه مازندران مورد تجلیل قرار گرفت. همچنین کتاب «پژوهش‌هایی دربارهٔ کرانه‌های دریای کاسپین» به سرپرستی طیار یزدان پناه لموکی به عنوان اثر برگزیده سال ۱۳۹۹ مازندران انتخاب گردید. بدین مناسبت لوح تقدیر به شماره ۱۲۹۵۵/۱ و نیز تندیس نخستین جایزه کتاب سال مازندران از جانب اداره کل فرهنگ و ارشاد اسلامی مازندران و مؤسسه خانه کتاب و ادبیات ایران به ایشان تعلق گرفت.همچنین وی برگزیده جشنواره چهره ماندگار استان مازندران در سال ۱۴۰۳(طی نامه رسمی شماره 13350 مورخ 1403/08/20 ) از طرف اداره کل فرهنگ و ارشاد اسلامی استان مازندران می باشد.
از جمله دیگر فعالیت های ایشان شرکت در نخستین کنگره زبان شناسی اوراسیا در مسکو ، مورخه ۹ تا ۱۳ دسامبر ۲۰۲۴مطابق با ۱۹ تا ۲۳ آذر ۱۴۰۳ می باشد.
دریافت لوح دکتری از دانشگاه الزهرا تهران - ایران در تاریخ ۳۱ اردیبهشت ۱۴۰۴ به شماره 404231/ه، به خاطر  مقاله  پژوهشی " برخی مناسبات ایران با همسایه شمالی بین سال های ۱۹۱۷ تا ۱۹۷۹ میلادی مطابق با ۱۲۹۵ تا ۱۳۵۷ خورشیدی در دومین همایش ملی روسیه و کشورهای مشترک المنافع  که در باره: زبان ، ادبیات ، تاریخ و فرهنگ  بر گزار گردید.

## فهرست آثار

### کتاب‌ها
| عنوان | ناشر                                   | سال  | توضیحات                                  |
| --- | -------------------------------------- | ---- | ---------------------------------------- |
| خاورمیانه بزرگ (جنبش‌های نوین اجتماعی (۲۰۱۰–۲۰۱۷))                                                                            | اشاره                                  | ۱۳۹۷ |                                          |
| تاریخ مازندران باستان | چشمه                                   | ۱۳۸۲ |                                          |
| فرهنگ مثل‌های مازندرانی با برابر نهاده‌های ادبیات تمثیلی ایران                                                                 | فرزین                                  | ۱۳۷۶ |                                          |
| افسانه‌های مازندران جلد اول                                                                                                   | چشمه                                   | ۱۳۹۰ |                                          |
| افسانه‌های مازندران جلد دوم                                                                                                   | سازمان انتشارات جهاد دانشگاهی مازندران | ۱۳۹۵ |                                          |
| قائم شهر قطب صنعت مازندران (سوادکوه قائم شهر کیاکلا و جویبار)                                                                | چشمه                                   | ۱۳۹۴ | مجموعه نوشتارهایی از چند نویسنده         |
| پژوهش‌هایی دربارهٔ کرانه‌های جنوبی دریای کاسپین                                                                                 | میرماه                                 | ۱۳۹۷ | مجموعه نوشتارهایی از چند نویسنده         |
| پژوهش‌هایی دربارهٔ کرانه‌های دریای کاسپین دفتر دوم                                                                              | میرماه                                 | ۱۳۹۸ | مجموعه نوشتارهایی از چندین نویسنده       |
| پژوهش‌هایی دربارهٔ کرانه‌های دریای کاسپین دفتر سوم                                                                              | مجله هفته (اروپای مرکزی)               | ۱۳۹۸ | مجموعه نوشتارهایی از چند نویسنده         |
| پژوهش‌هایی دربارهٔ کرانه‌های دریای کاسپین دفتر چهارم و پنجم                                                                     | مجله هفته(اروپای مرکزی)                | ۱۳۹۹ | مجموعه نوشتارهایی از چند نویسنده         |
| پژوهش‌هایی دربارهٔ کرانه‌های دریای کاسپین دفتر ششم                                                                              | نشر پژواک فرزان                        | 1400 | مجموعه نوشتارهایی از چند نویسنده         |
| پژوهش‌هایی دربارهٔ کرانه‌های دریای کاسپین دفتر هفتم                                                                             | نشر پژواک فرزان                        | 1401 | مجموعه نوشتارهایی از چند نویسنده         |
| همایش بین المللی مجازی گفتگو های فرهنگی صلح و توسعه در جاده ابریشم(ضمیمه پژوهش هایی درباره کرانه های دریای کاسپین دفتر هفتم) | نشر پژواک فرزان                        | 1401 | مجموعه مقالات استادان دانشگاه شهید بهشتی |
| تاریخ اجتماعی معاصر مازندران                                                                                                 | نشر پژواک فرزان                        | 1402 |                                          |
| پژوهش هایی دربارهٔ کرانه های دریای کاسپین دفتر شماره هشتم                                                                     | نشر پژواک فرزان                        | 1402 | مجموعه نوشتارهایی از چند نویسنده         |
| پژوهش‌هایی درباره کرانه‌های دریای کاسپین دفتر شماره نهم                                                                        | نشر پژواک فرزان                        | 1403 | مجموعه نوشتارهایی از چندین نویسنده       |

### مقاله
| عنوان                                                                                                  | نشریه | تاریخ               | شماره   |
| --- | --- | ------------------- | ------- |
| آن میتینگ بزرگ (جنبش کارگری ۱۳۲۰ تا ۱۳۲۵شاهی)                                                          | مجله چیستا | تیر ۱۳۸۱            | ۱۹۰     |
| تراژدی تمکین ماه گشنسب                                                                                 | مجله چیستا | دی و بهمن ۱۳۸۴      | ۲۲۴–۲۲۵ |
| به مناسبت نخستین سده مشروطیت (متن سخنرانی در مدرسه فیروز بهرام تهران)                                  | مجله چیستا | مهر ۱۳۸۵            | ۲۳۱     |
| سیا و ۳۲                                                                                               | مجله چیستا | آبان و آذر ۱۳۸۶     | ۲۴۲–۲۴۳ |
| مقدمه ای بر تاریخ بخش خصوصی مازندران در دوره قاجاریه، بخش نخست                                         | مجله چیستا | تیر ۱۳۸۷            | ۲۵۰     |
| مسایل اجتماعی و واکنش‌های طبقاتی بعد از انقلاب مشروطیت                                                  | مجله چیستا | مهر ۸۷              | ۲۵۱     |
| حماسه مازیارفرزند قارن و جبال شروین                                                                    | مجله چیستا | تیر ۱۳۸۸            | ۲۶۰     |
| حزب وطن و واقعه پل سه تیر (جنبش کارگری ۱۳۲۰ تا ۱۳۲۵شاهی)                                               | مجله چیستا | شهریور ۱۳۸۸         | ۲۶۲     |
| سیاست امپراتوری سرمایه‌داری در خاورمیانه، ایران سال ۵۷ مصر سال ۲۰۱۰                                     | مجله چیستا | مرداد و شهریور ۱۳۸۹ |         |
| بخشی از تاریخ اجتماعی معاصر مازندران (بهشهر رویدادهای سال‌های ۱۳۲۰–۱۳۳۲)                                | مجله چیستا | آذر ۱۳۸۹            | ۲۷۷     |
| دربارهٔ دو رویداد: خیزش‌های اجتماعی و محیط زیستی در خاورمیانه                                            | مجله چستا | مهر و آبان ۱۳۹۰     | ۲۸۶–۲۸۷ |
| شهریاری، جامعه و قلم، (به مناسبت چهلمین روز در گذشت استاد پرویز شهریاری)                               | دوستان لوموند دپیلوماتیک | ۷ ژوئیه ۲۰۱۲        |         |
| وضع کنونی و نقش احزاب و اتحادیه‌های طبقه کارگرو متوسط در جنبش‌های اجتماعی                                | دوستان لوموند دیپلوماتیک | ۹ مه ۲۰۱۳           |         |
| ضرورت تاریخی اتحاد نیروهای تحول طلب در خاورمیانه بزرگ                                                  | دوستان لوموند دیپلوماتیک | ۸ ژوئن ۲۰۱۳         |         |
| دو پدیده نوین مبارزاتی در خاورمیانه بزرگ                                                               | دوستان لوموند دیپلوماتیک | ۲ مه ۲۰۱۵           |         |
| جنگ پنهان امپراتوری سرمایه‌داری و چگونگی رویارویی نیروهای تحول طلب و مردمی در خاورمیانه                 | مجله هفته(اروپای مرکزی) | ۷ ژوئیه ۲۰۱۶        |         |
| بهار عربی، تقبیح یا تحسین                                                                              | مجله هفته(اروپای مرکزی) | ۱۲ مه ۲۰۱۷          |         |
| نیروهای تحول طلب و مترقی درگذر از پیچیدگی‌های مبارزه سیاسی - اجتماعی منطقه، پس از بهار عربی             | مجله هفته(اروپای مرکزی) | ۳۱ مارس ۲۰۱۸        |         |
| پژوهش‌هایی دربارهٔ کرانه جنوبی دریای کاسپین                                                              | مجله هفته(اروپای مرکزی) | ۱۰ فوریه ۲۰۱۸       |         |
| تاریخ، فرهنگ، هنر و زبان مازندران باستان (متن سخنرانی در دانشگاه دولتی لاماناسوف مسکو)                 | نشریه فروهر | خرداد و تیر ۹۴      | ۴۶۸–۴۶۹ |
| نامه شاه غازی رستم به ملاحده (اسماعیله)                                                                | فصلنامه اباختر | اسفند ۱۳۸۹          | ۱۹–۲۰   |
| اصلاحات، انقلاب و آشتی ملی (به بهانه چهلمین سال پیروزی انقلاب افغانستان)                               | مجله هفته(اروپای مرکزی) | آبان ۹۷             |         |
| اهمیت ائتلاف ملی                                                                                       | مجله هفته(اروپای مرکزی) | ۱۶ مه ۲۰۱۹          |         |
| خاورمیانه و جنون نظامی گری امپراتور در خلیج پرتنش                                                      | مجله هفته(اروپای مرکزی) | ۳۰ اوت ۲۰۱۹         |         |
| شرح کوتاه بر واقعه «قصر ماهیه سر» در افسانه و تاریخ                                                    | مجله هفته(اروپای مرکزی) | ۲۷ اکتبر ۲۰۱۹       |         |
| کرونا، بازی خطرناک امپراتور و ارتجاع تبهکار، در رویارویی با جنبش‌های داد خواهانه مردم خاورمیانه         | مجله هفته(اروپای مرکزی) | ۲۶ مارس ۲۰۲۰        |         |
| رویکرد نوین در خاورمیانه، واکنش امپراتور و نقش حکومت‌ها                                                 | مجله هفته(اروپای مرکزی) | ۲۵ سپتامبر ۲۰۲۰     |         |
| امپراتوردرآستانهٔ دوری تازه، امکان تنش در خاورمیانه و دور، پیچیدگی‌های اتحاد دولت‌ها و نیروها ی ترقی خواه | مجله هفته(اروپای مرکزی) | ۴ فوریه ۲۰۲۱        |         |
| چین، ایالات متحده آمریکا، خاورمیانه (گنج پنهان)                                                        | مجله هفته(اروپای مرکزی) | می ۲۰۲۱             |         |
| نقش روسیان منتسب به شاهزاده ایگور در برابر دولت مردمی علویان به رهبری حسن اطروش در مازندران            | مجموعه مقالات همایش ملی روسیه و کشورهای مشترک المنافع توسط دانشگاه الزهرا با همکاری سایر مراکز دانشگاهی و پژوهشگاهی دولتی ایران | بهار ۱۴۰۰           |         |
| افقی که پس از بحران اوکراین گشوده خواهد شد                                                             | مجله هفته(اروپای مرکزی) | مارس 2022           |         |
| ضرورت پایه ریزی سیاست تلفیقی                                                                           | مجله هفته(اروپای مرکزی) | اکتبر 2022          |         |
| دکتر مهرنوش ابراهیمی «سلیا»                                                                            | مجله هفته(اروپای مرکزی) | مارس 2023           |         |
| خاور میانه ی بزرگ در دوره ی گذار                                                                       | مجله هفته(اروپای مرکزی) | اوت 2023            |         |
| تاملی کوتاه در صف آرایی نیروها در واکنش به جنگ فلسطینی های غزه                                         | مجله هفته(اروپای مرکزی) | اکتبر 2023          |         |
| چرایی واقعه غزه، نقش امپراتور و موضع حزب تحول طلب اسرائیل                                              | مجله هفته(اروپای مرکزی) | ژانویه 2024         |         |
| راز آفرینش یا عصر فروریزی الاهگان مازندران در افسانه و تاریخ                                           | مجله هفته(اروپای مرکزی) | مارس 2024           |         |
| به مناسبت یکصدمین سال بنیان گذاری جمهوری سوسیالیستی شوروی در ترکمنستان                                 | مجله هفته(اروپای مرکزی) | می 2024             |         |
| آیا در شرایط کنونی » جنگ تمام عیار » تنها گزینه حاکم بر خاورمیانه است؟                                 | مجله هفته(اروپای مرکزی) | آگوست 2024          |         |
| چرایی رقم خوردن کودتا ۲۸ مرداد ۱۳۳۲ و نقش سیا و سرویس اطلاعات مخفی بریتانیا(mi6)                       | لوموند دیپلماتیک | اوت 2024            |         |
| آیا حافظ را می‎توان شاعری انقلابی به حساب آورد ؟                                                        | لوموند دیپلماتیک | اکتبر 2024          |         |
| آیا دور تازه ای از مبارزات اجتماعی در خاورمیانه رقم خواهد خورد؟                                        | مجله جنوب جهانی | فوریه 2025          |         |
| جنگ 12 روزه ایران و اسراییل ، وضرورت شکل گیری دوره ی نوینی از تحلیل های سیاسی – اجتماعی                | مجله جنوب جهانی | ژوئن 2025           |         |

## یادکرد
1. 1 2 3 4 5 6 7  «فرهنگ پژوهی پرکار».
2. ↑  «افسانه‌های مازندران به چاپ رسید».
3. ↑  یزدان پناه لموکی، «بهشهر رویدادهای سال‌های ۱۳۲۰–۱۳۳۲».
4. ↑  یزدان پناه لموکی، «نقش احزاب و اتحادیه‌های طبقه گارگر».